# 别必雄
别必雄（1962年1月—）。男，汉族，湖北仙桃人，中华人民共和国政治人物。湖北农学院农学系毕业，华中师范大学政治经济学专业在职硕士研究生。

## 生平
1982年8月参加工作。1984年6月加入中国共产党。1997年4月，任中共枝城市委副书记、代理市长（1998年2月当选市长）。1998年10月，任中共宜都市委副书记、市长（期间：1998年9月至2001年6月在武汉大学岩土工程专业硕士学位学习）。2002年3月，任中共宜都市委书记、市长。2003年1月，任中共宜都市委书记、人大常委会主任。2003年12月，任中共天门市委副书记、市长。2006年3月，任中共天门市委书记、市长(期间：2003.09–2006.06华中师范大学政治经济学专业在职硕士研究生学习)。2006年6月，任中共天门市委书记。2010年5月，任湖北省安全生产监督管理局局长、党组书记。2011年2月，任中共襄阳市委副书记，提名为市人民政府市长候选人，3月任代市长，4月当选市长。2015年1月，任中共荆门市委副书记、代理书记，6月任中共荆门市委书记。
2017年7月，任湖北省人民政府党组成员、省政府机关党组书记，秘书长。
2020年1月26日晚，湖北省人民政府召开新冠肺炎疫情期间的首次新闻发布会。发布会上，坐在左侧的别必雄戴口罩未遮住鼻子，省长王晓东未戴口罩，右侧武汉市长周先旺则将口罩戴反。
2020年9月4日，因涉嫌严重违纪和职务违法，接受湖北省纪委监委调查。2021年10月29日，遭到开除党籍、开除公职处分。